# Avenida Arturo Prat (Iquique)
La avenida Arturo Prat es una avenida de la ciudad de Iquique, Chile. Posee 4 pistas en casi todo su trazado, y pasa por varios hitos urbanos, como la piscina municipal Alcalde Godoy. 

## Recorrido
Aunque la avenida Arturo Prat es, generalmente, una vía con orientación norte-sur, posee una sinuosidad particular en todo su trazado, ya que intenta seguir la línea de la costa. Esto hace que, en algunos tramos, tenga orientación este‐oeste, noreste‐sudoeste o noroeste‐sudeste.
Se inicia como una avenida pavimentada de calzada única, al norte de la avenida Circunvalación, a la altura donde la ruta A-600 se transforma en la ruta 1. A la altura de la empresa Corpesca, la arteria gira hacia el suroeste. Unos metros más adelante, a la altura de la calle Desiderio García, se considera el inicio oficial de la doble calzada; sin embargo, se da una situación particular: la vía que viene desde el norte bordea el predio de la Empresa Eléctrica Iquique (Eliqsa) por el noreste y el noroeste, con sentido único hacia el noroccidente y el suroeste, respectivamente. La calzada que lleva el tránsito de sur a norte va por el sur del terreno de Eliqsa, pero este camino posee su propia doble calzada para conectarla con la calle Las Cabras, donde finaliza. Para que los conductores puedan continuar por la avenida Arturo Prat, deben virar hacia el norte en Desiderio García, que delimita Eliqsa por su borde oriental.
Después de pasar la empresa de distribución eléctrica, ambos calzadas quedan juntas, separadas por un bandejón central de manera normal, y continúa con orientación oriente‐poniente, hasta llegar al norte del paseo Lynch, donde gira hacia el sur.
Al mediodía de la calle Sotomayor, se alza el edificio Esmeralda. En este punto, hay una curva hacia el oeste. Frente a la intersección con Aníbal Pinto, está la sede de la antigua Aduana de Iquique. Luego, al sur de la zona portuaria, existe una contracurva que deja la avenida orientada hacia el surponiente.
Más adelante, está la playa Bellavista, donde se gira hacia el sureste, para encontrarse, más adelante, con el edificio Costanera y el club de tenis Tarapacá.
En el borde costero, se suceden el paseo Bellavista, la piscina pública Alcalde Godoy y el hotel Gavina. En la intersección con la calle Patricio Lynch, se encuentran la plaza 21 de Mayo y el Colegio Inglés de Iquique.
Entre el hotel Gavina y el casino Dreams, se suceden, tanto al oriente como al poniente de la avenida, cuatro áreas verdes: el parque Balmaceda (oeste, borde costero), la plaza Bernardo O'Higgins (este), el parque Cavancha (también del lado de la costa), y la plaza Eleuterio Ramírez (oriente). Pasando la plaza Ramírez, queda con orientación norte-sur.
Frente al parque Cavancha, se encuentran el cuartel homónimo del Ejército de Chile y el estadio del mismo nombre. Siguiendo hacia el sur, pueden verse los hoteles Terrado Cavancha y Hilton Garden Inn. Una nueva curva la deja como una diagonal hacia el sureste. Frente al hotel Holiday Inn Express, se emplazan el parque costero Las Américas, que cuenta con una cancha de patinaje, y la playa Brava. En el mismo sector, en la esquina oriental de la calle Genaro Gallo, se ubica la sede de la Universidad Arturo Prat. Más al meridión, se encuentran los conjuntos de edificios Mirador Playa Brava y Aguamarina.
Antes de la rotonda de la avenida Ramón Pérez Opazo, la calle Playa Brava se transforma en la calzada de servicio oriental de la avenida Arturo Prat. Al sur de esta glorieta, está el edificio Los Delfines. Luego, la calle de servicio oriente es la avenida Costanera. Otro inmueble relevante es el edificio Playa Huantajaya. Vira al sur, y, a la altura del hotel NH, la calle de servicio este, que, en dicho punto, se denomina avenida Cinco, comienza a separarse paulatinamente de la troncal. Después, en el borde marino, puede verse la playa Huayquique. En las inmediaciones de la rotonda de la avenida La Tirana, existe el condominio Torres de Huayquique.
Finaliza al sur de la calle Vía Uno, en una curva hacia el surponiente, y continúa como Ruta 1.

## Comercio y servicios
La avenida Arturo Prat cuenta con estaciones de servicio (Copec, Shell y Aramco), la empresa de transporte de carga Starken y una agencia de alquiler de automóviles de la cadena Mitta.
Además, posee una amplia oferta hotelera, con establecimientos del ramo como Gavina, Terrado Cavancha, Hilton Garden Inn, Holiday Inn Express y NH.

## Cruces
Algunas de las intersecciones de la avenida Arturo Prat, son:
- la avenida Circunvalación,
- la calle Oficina Buenaventura,
- la calle Oficina Mapocho,
- la calle Oficina Salitrera Victoria,
- la calle Desiderio García,
- la calle Amunátegui,
- la calle Obispo Labbé (extremo norte),
- la calle Patricio Lynch (extremo norte),
- la calle Sotomayor,
- la calle Esmeralda,
- el eje Jorge Barrera/Aníbal Pinto (extremo norte),
- la calle Gorostiaga,
- la calle Covadonga,
- la calle Bernardo O'Higgins,
- la calle Manuel Bulnes,
- la calle Aníbal Pinto (extremo sur, y la calle Ernesto Riquelme),[1]
- la calle Patricio Lynch (extremo sur),
- la calle Manuel Rodríguez,
- la calle Obispo Labbé (extremo sur),
- la calle Céspedes y González,
- la calle Eleuterio Ramírez,
- la calle Vivar,
- la calle Tomás Bonilla,
- la calle Amunátegui,
- la calle Juan Martínez,
- el eje Filomena Valenzuela/Tadeo Haenke (rotonda),
- la avenida Héroes de la Concepción,
- la avenida Luis Emilio Recabarren y la calle Playa Brava,
- la calle Genaro Gallo,
- la calle Sagasca,
- la avenida Santiago Polanco,[1]
- las avenidas Ramón Pérez Opazo y Francisco Bilbao (rotonda),
- la avenida Padre Hurtado,
- la avenida La Tirana (rotonda), y
- la calle Vía Uno.

## Reversibilidad
Entre marzo y diciembre, de lunes a viernes, desde las 7:00 hasta las 8:30 o 9:00 horas (dependiendo del año en que se implemente la medida), el tránsito de la calzada occidental es revertido para mejorar el tráfico vehicular en época escolar. La norma se aplica entre la avenida Héroes de la Concepción, por el sur, y la plaza 21 de Mayo o la calle Ernesto Riquelme, por el norte (variando de un año a otro), aunque la autoridad podría extenderla al meridión, hasta la avenida Santiago Polanco, dependiendo de las condiciones del flujo vehícular.  